# Allen E. Stebbins
Allen E. Stebbins (* 8. Dezember 1872 in Ionia, Ionia County, Michigan; † 25. Januar 1941) war ein US-amerikanischer Politiker. Zwischen 1933 und 1935 war er Vizegouverneur des Bundesstaates Michigan.

## Werdegang
Allen Stebbins arbeitete zunächst als Farmer. Später wurde er Beerdigungsunternehmer. Politisch schloss er sich der Demokratischen Partei an. Er war Vorsitzender des Schulausschusses der Stadt Sheridan. Außerdem saß er im dortigen Gemeinderat. Zwischen 1931 und 1933 fungierte er als Bürgermeister von Ionia.
1932 wurde Stebbins an der Seite von William Comstock zum Vizegouverneur von Michigan gewählt. Dieses Amt bekleidete er zwischen 1933 und 1935. Dabei war er Stellvertreter des Gouverneurs und Vorsitzender des Staatssenats. Im Jahr 1934 wurde er nicht wiedergewählt. Er starb am 25. Januar 1941.